# جزر ميلشيور
```
جزر ميلشيور (بالإنجليزية
 
Melchior Islands)
 هي مجموعة متعددة من الجزر منخفضة الارتفاع المغطاة بالجليد تقع بالقرب من مركز خليج دلمان في 
أرخبيل بالمر في
 
أنتاركتيكا
.
[
1
]
[
2
]
[
3
]
 شوهدت المجموعة لأول مرة من قبل بعثة ألمانية تحت قيادة 
إدوارد دالمان
 
[الإنجليزية]
 سنة 1873-1874 لكنهم تركوا بدون اسم. رُسمت الجزر لأول مرة بواسطة البعثة الفرنسية الثالثة 
لأنتاركتيكا
 سنة 1903-1905 بقيادة 
جان بابتيست تشاركوت.
```

أطلق جان بابتيست تشاركوت اسم (إيل ميلشيور) على ما كان يعتقد أنها أكبر جزيرة في المجموعة والواقعة في أقصى الشرق وسماها على اسم نائب الأدميرال في البحرية الفرنسية جول ميلشيور، لكن الدراسات الاستقصائية التي أجريت لاحقًا أثبتت أن جزيرة (إيل ميلشيور) هي في الحقيقة جزيرتان تعرفان اليوم باسم جزيرة إيتا وجزيرة أوميغا. ومنذ ذلك الحين أصبح اسم جزر ميلشيور مستخدما لوصف مجموعة الجزر بأكملها، والتي تشكل جزيرة إيتا وجزيرة أوميغا الجزء الشرقي منها، بينما تحد جزر سيغما الجهة الشمالية للجزر.
أُجري مسح لمجموعة الجزر في عام 1927 من قبل طاقم التحقيقات الإستكشافية (Discovery Investigation) باستخدام سفينة المسح (RRS Discovery)، وأُعيدت عملية المسح ودراسة الجزر من قبل البعثات الأرجنتينية في عامي 1942 و 1943 ومرة أخرى في عام 1948.